# Richard Rauch
Richard Rauch (* 28. Mai 1985 in Feldbach, Steiermark) ist ein österreichischer Koch.

## Leben
Nach Abschluss der Landesberufsschule für Köche in Bad Gleichenberg absolvierte er seine Ausbildung zum Koch im eigenen Familienbetrieb im Restaurant Steirawirt, wo er seit 2003 als Küchenchef tätig ist. Bis dahin mehrwöchige Praktika bei Hans Haas, Joachim Wissler, Nils Henkel, Rudi & Karl Obauer und Christian Petz. Nur zwei Jahre später wurde das Lokal von Christoph Wagner zum „Wirt des Jahres“ (im Lokalführer Wo isst Österreich?) ausgezeichnet, 2006 folgte die erste von mittlerweile vier Gault Millau Hauben.
Seit 2014 ist er einer der Starköche der ORF-Fernsehsendungen Frisch gekocht, Schmeckt perfekt und Silvia kocht.  Bei Kitchen Impossible musste Tim Mälzer 2017 eines seiner Gerichte nachkochen, „Steirische Jakobsmuscheln“ (Stierhoden) mit Kuheuter. Am 25. Februar 2024 kochte er dann selber gegen Tim Mälzer und errang einen hohen Sieg. Seit 2017 ist Rauch Juror in der ZDF-Kochsendung Die Küchenschlacht. Er hatte Gastauftritte in den Fernsehsendungen Knife Fight Club (VOX), Ready to beef!  (VOX), Kühlschrank öffne dich (SAT 1).
Richard Rauch ist verheiratet und hat eine Tochter.

## Auszeichnungen
- 2005: Wirt des Jahres – Wo isst Österreich (Hrsg. Christoph Wagner), Pichler, Wien 2005, ISBN 978-3-85431-352-6.
- 2006: Gault Millau – 1. Haube / 13 Punkte / jüngster Haubenkoch Österreichs
- 2008: Mitglied Jeunes Restaurateurs d´Europe – JRE ÖSTERREICH
- 2009: Gault Millau – 2. Haube / 15 Punkte
- 2011: Gault Millau – 2. Haube / 16 Punkte
- 2012: Gault Millau – 3. Haube / 17 Punkte
- 2013: San Pelligrino Kulinarische Auslese Ö/D „Aufsteiger des Jahres“ von Platz 265 auf 17
- 2014: Buchliebling in der Kategorie Kochbuch für Einfach gut kochen[5]
- 2015: Gault Millau – Österreich „Koch des Jahres 2015“ und Rolling Pin – Österreich „Koch des Jahres 2015“
- 2019: „A la Carte“ Trophäe Gourmet „Kreative Küche“ und Entrepreneur of the Year Award 2019 – JRE Europa
- 2021: Präsident JRE Österreich
- 2022: Gault Millau – 4 Hauben / 18 Punkte – Restaurant und Gault Millau – 2 Hauben / 18 Punkte – Wirtshaus

## Publikationen
- Richard Rauch: Einfach gut kochen: der Steira Wirt in Trautmannsdorf. Fotografiert von Herbert Lehmann. Textreportagen von Daniela Müller, Pustet, Salzburg 2013, ISBN 978-3-7025-0719-0.